# حلقه درب

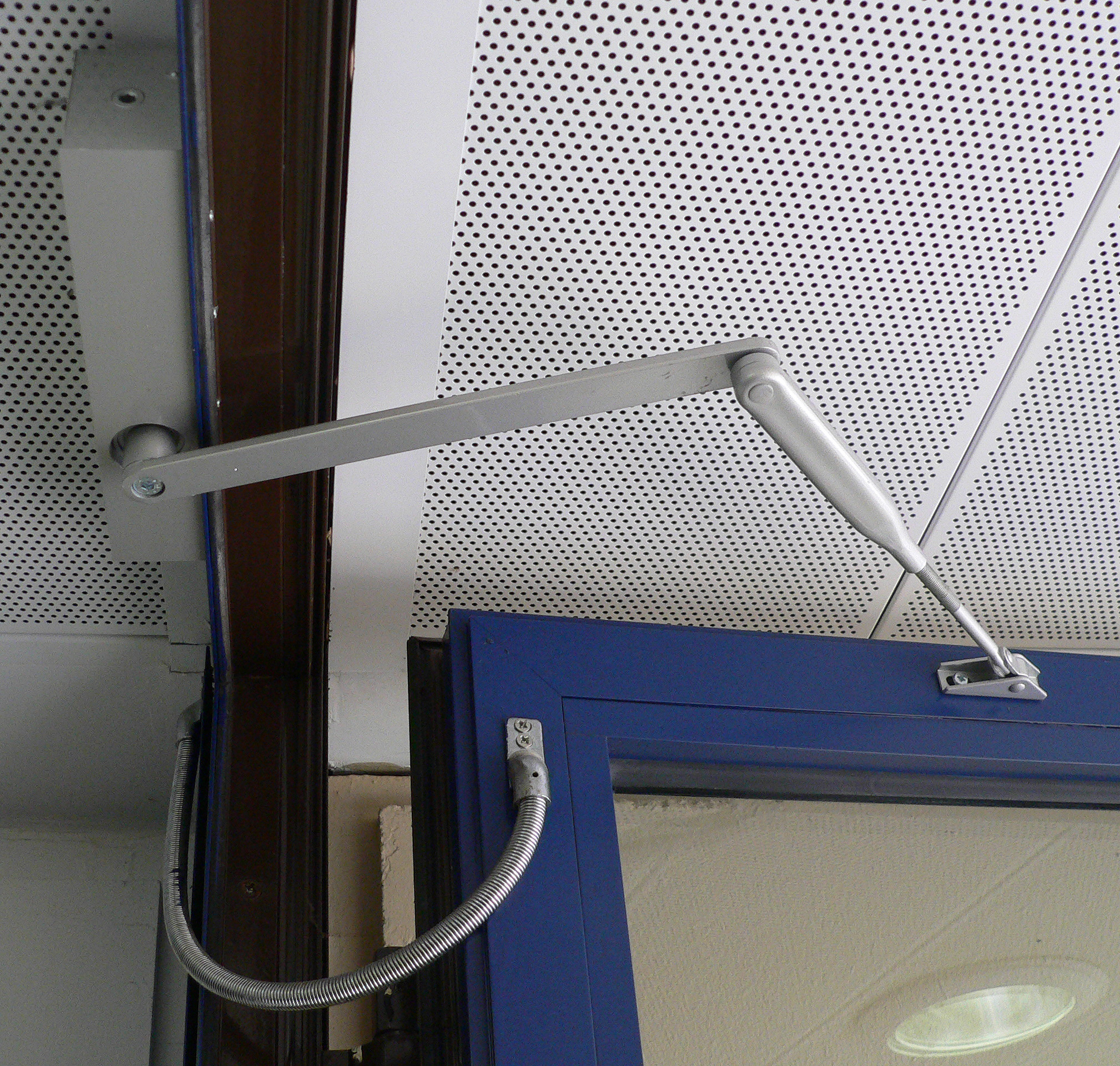
آرام‌بند درب با کنترل الکتریکی که برق را از طریق یک حلقه درب (قابل‌مشاهده) دریافت می‌کند.

حلقه درب یا زه درب یک وسیله مکانیکی است که مهار محکمی برای کابل‌کشی بین درب دولنگه گردان (این «لنگه درب») و چارچوب درب فراهم می‌کند.
حلقه‌های درب در استاندارد NFPA ۸۰ برای درب‌های ضدآتش توضیح داده شده‌اند.

## انگیزه
حلقه درب در مواردی استفاده می‌شود که قطعات الکتریکی در لنگه درب نصب می‌شود، مانند قفل درب موتوری، قفل هوشمند، زنگ درب هوشمند یا چفت درب سیملوله‌ای. از آنجایی که لولاها در حین کار حرکت می‌کنند، کابل‌کشی معمولی به سرعت فرسوده می‌شود. حلقه درب همچنین تضمین می‌کند که پیچش کابل‌ها در طول کابل طولانی تری توزیع می‌شود که برای فرسودگی کابل‌ها تعیین‌کننده است.

## نصب
به‌طور معمول، حلقه درب در داخل چارچوب درب نصب می‌شود («حلقه‌های درب مخفی») و جز زمانی که درب باز است دیده نمی‌شود. نوع دیگر، ترانسفرهای روی سطح هستند که همان عملکرد را دارند («حلقه‌های درب قابل مشاهده»)، که معمولاً همیشه در بالای درب دیده می‌شوند.